# Prix littéraires du Gouverneur général 2010
Les finalistes aux Prix littéraires du Gouverneur général pour 2010, un des principaux prix littéraires canadiens, ont été annoncés le 13 octobre 2010. Les lauréats ont été annoncés le 16 novembre 2010.

## Français

### Prix du Gouverneur général: romans et nouvelles de langue française
- Kim Thúy, Ru
- Marie-Claire Blais, Mai au bal des prédateurs
- Martine Desjardins, Maleficium
- Agnès Gruda, Onze petites trahisons
- Dany Laferrière, L'Énigme du retour

### Prix du Gouverneur général: poésie de langue française
- Danielle Fournier, Effleurés de lumière
- Francis Catalano, Qu’une lueur des lieux
- Marie-Josée Charest, Rien que la guerre, c’est tout
- Carole David, Manuel de poétique à l’intention des jeunes filles
- Pierre Nepveu, Les Verbes majeurs

### Prix du Gouverneur général: théâtre de langue française
- David Paquet, Porc-épic
- Geneviève Billette, Les ours dorment enfin
- Evelyne de la Chenelière, L’Imposture
- Emma Haché, Trafiquée
- Gilles Poulin-Denis, Rearview

### Prix du Gouverneur général: études et essais de langue française
- Michel Lavoie, C’est ma seigneurie que je réclame : la lutte des Hurons de Lorette pour la seigneurie de Sillery, 1650-1900
- René-Daniel Dubois, Morceaux : entretiens sur l’écho du monde, l’imaginaire et l’écriture
- Marie McAndrew, Les Majorités fragiles et l’éducation : Belgique, Catalogne, Irlande du Nord, Québec
- Pierre Ouellet, Où suis-je ? Paroles des égarés
- Yvon Rivard, Une idée simple

### Prix du Gouverneur général: littérature jeunesse de langue française - texte
- Élise Turcotte, Rose : derrière le rideau de la folie
- Michel Noël, Nishka
- Patrice Robitaille, Le Chenil
- Yves Steinmetz, La Chamane de bois-rouge
- Alain Ulysse Tremblay, Le Dernier Été

### Prix du Gouverneur général: littérature jeunesse de langue française - illustration
- Daniel Sylvestre, Rose : derrière le rideau de la folie (Élise Turcotte)
- Josée Bisaillon, Le Funambule
- Virginie Egger, Mon premier amour
- Manon Gauthier, Triste Sort
- Melinda Josie, Le Géranium

### Prix du Gouverneur général: traduction de l'anglais vers le français
- Sophie Voillot, Le Cafard (Rawi Hage, Cockroach)
- Geneviève Letarte et Alison L. Strayer, Rencontres fortuites (Mavis Gallant, A Fairly Good Time)
- Lori Saint-Martin et Paul Gagné, Sale Argent : petit traité d’économie à l’intention des détracteurs du capitalisme (Joseph Heath, Filthy Lucre: Economics for People Who Hate Capitalism)
- Lori Saint-Martin et Paul Gagné, Les Troutman volants (Miriam Toews, The Flying Troutmans)
- Claudine Vivier, L'Exode des loups (Sharon Stewart, Wolf Rider)

## Anglais

### Prix du Gouverneur général: romans et nouvelles de langue anglaise
- Dianne Warren, Cool Water

### Prix du Gouverneur général: poésie de langue anglaise
- Richard Greene, More to Keep Us Warm

### Prix du Gouverneur général: théâtre de langue anglaise
- Robert Chafe, Afterimage

### Prix du Gouverneur général: études et essais de langue anglaise
- Allan Casey, Lakeland: Journeys into the Soul of Canada

### Prix du Gouverneur général: littérature jeunesse de langue anglaise - texte
- Wendy Philips, Fishtailing

### Prix du Gouverneur général: littérature jeunesse de langue anglaise - illustration
- Jon Klassen, Cat's Night Out

### Prix du Gouverneur général: traduction du français vers l'anglais
- Linda Gaboriau, Forests (Wajdi Mouawad, Forêts)